# Singarnaq
Singarnaq är en ö i Grönland (Kungariket Danmark).   Den ligger i kommunen Qaasuitsup, i den västra delen av Grönland, 900 km norr om huvudstaden Nuuk. Arean är 40 kvadratkilometer.
Terrängen på Singarnaq är kuperad. Öns högsta punkt är 632 meter över havet. Den sträcker sig 6,8 kilometer i nord-sydlig riktning, och 12,1 kilometer i öst-västlig riktning.  Trakten runt Singarnaq består i huvudsak av gräsmarker.